# Eutelia pompejana
Eutelia pompejana is een vlinder uit de familie van de Euteliidae. De wetenschappelijke naam van de soort is voor het eerst geldig gepubliceerd in 1939 door Draudt.